# Ernesto Caire
Jacques Ernest Caire Signoret, también conocido como Ernesto Santiago Caire Signoret (* 3 de noviembre de 1884, Barcelonnette, Bajos Alpes, Francia-† 9 de diciembre de 1966, Guadalajara, Jalisco, México) fue un comerciante y deportista francés, parte del primer equipo del Unión Football Club, equipo que después se convertiría en el Club Deportivo Guadalajara.

## Biografía
Ernesto Caire nace en Barcelonnette, Bajos Alpes, Francia el día 3 de noviembre de 1884, siendo hijo del matrimonio formado por Jean Joseph Caire y Philomene Signoret. Se mudó a la ciudad de Guadalajara, Jalisco, México a principios del siglo XX y consiguió un empleo como vendedor en los almacenes de "La Ciudad de México".

### Union Football Club
En 1906, se reúne con un grupo de compañeros de trabajo para conformar el primer equipo del Unión Football Club. Con este equipo realizaría los primeros entrenamientos en la Colonia Moderna de Guadalajara.

### Primera Guerra Mundial
El 10 de agosto de 1914 el cónsul de Francia en Guadalajara, recibió la orden de movilizar todos los galos residentes de dicha ciudad, que contarán con la edad suficiente para unirse al ejército y defender a su patria en el conflicto militar de la Primera Guerra Mundial. Fue así como Ernest y sus compañeros de los almacenes "La Ciudad de México", entre los que se encontraban Édouard Caire, Henry J. Teissier, Paul O'Kellard, Gustave Rémusat, Jean Spitalier, Calixte Teissier, Antoine Baillon, Adrián Charpenel, Honoré Charpenel, Justin Pecoul, Emile Leataud, Emile Pellotier, Adrien Legaslelois y Calixte Gas, salieron de Veracruz rumbo a los campos de batalla.

### Regreso a Guadalajara
Al regresar de la guerra, se establece nuevamente en Guadalajara. El 22 de marzo de 1917 se va la Ciudad de México a trabajar en la tienda París-Londres, que se encontraba ubicada en 16 de septiembre no. 73, sin embargo seguía residiendo en Guadalajara por períodos, finalmente el 28 de noviembre de 1921 regresa a trabajar a la casa Gas.
En 1936 se casó con Carmen Agraz, con quien no tuvo descendencia.

### Muerte
Falleció a las 20 horas del día 8 de diciembre de 1966, sus restos fueron sepultados en el Panteón de Mezquitán.